# Joseph O'Brien
Joseph O'Brien (Dubbo, 1 de marzo de 1998) es un deportista australiano que compite en remo.
Ganó dos medallas en el Campeonato Mundial de Remo, en los años 2022 y 2023. Participó en los Juegos Olímpicos de Tokio 2020, ocupando el sexto lugar en la prueba de ocho con timonel.

## Palmarés internacional
| Campeonato Mundial | Campeonato Mundial       | Campeonato Mundial | Campeonato Mundial |
| Año                | Lugar                    | Medalla            | Prueba             |
| ------------------ | ------------------------ | ------------------ | ------------------ |
| 2022               | Račice (República Checa) | Medalla de plata   | Cuatro sin timonel |
| 2023               | Belgrado (Serbia)        | Medalla de bronce  | Ocho con timonel   |